# كريم ويد
كريم ويد (بالفرنسية: Karim Wade)‏ هو سياسي سنغالي، ولد في 1 سبتمبر 1968 في باريس في فرنسا. حزبياً، نشط في الحزب الديموقراطي السنغالي.